# ГЕС-ГАЕС Рива-дель-Гарда (Понале)
ГЕС-ГАЕС Рива-дель-Гарда (Понале) (італ. idroelettrico del Ponale a Riva del Garda) — гідроелектростанція на півночі Італії в горах Гарда (частина Альп навколо однойменного озера, яке через По відноситься до басейну Адріатичного моря).
З 1895 року розпочалося використання гідроенергетичних ресурсів річки Понале, що дренує озеро Ледро та впадає в озеро Гарда із заходу. За кілька років перша мала ГЕС була доповнена другою (зруйнованою під час Першої світової війни та перебудованою по її завершенні), а потім і третьою. На початку 1920-х років вирішили замінити цей каскад на одну потужну електростанцію, машинний зал якої знаходився б не біля гирла Понале, а дещо північніше на околиці Рива-дель-Гарда. Роботи почались у 1925-му та завершились введенням трьох гідроагрегатів загальною потужністю 53,6 МВт в 1929—1931 роках. Вода до них подавалась із озера Ледра через дериваційний тунель довжиною 7 км, крім того, встановили турбіну потужністю 2 МВт, яка живилась за рахунок окремого водозабору із Понале. У 1947 можливості станції доповнили функцією гідроакумуляції за допомогою насосу потужністю 33 МВт, який за необхідності перекачує воду з озера Гарда.
В 1989—1999 роках провели масштабну реконструкцію ГЕС, що включала заміну всіх турбін на дві нові загальною потужністю 120 МВт та встановлення нового насосу потужністю 48 МВт. При напорі у 600 метрів це обладнання забезпечує виробництво 133 млн кВт·год електроенергії на рік за рахунок природного притоку (та до 165 млн кВт·год з урахуванням гідроакумуляції).
Зв'язок з енергосистемою відбувається по ЛЕП, що працює під напругою 132 кВ.